# Raucourt-au-Bois
Raucourt-au-Bois é uma comuna francesa na região administrativa de Altos da França, no departamento do Norte. Estende-se por uma área de 1.04 km². Em 2010 a comuna tinha 168 habitantes (densidade: 161,5 hab./km²).